# Pawłówek (powiat ostrowski)
Pawłówek (dawniej Pawłówko) – osada w Polsce położona w województwie wielkopolskim, w powiecie ostrowskim, w gminie Nowe Skalmierzyce, w sołectwie Kotowiecko, nad Trzemną, w Kaliskiem, ok. 8 km od Nowych Skalmierzyc.

## Podział administracyjny
W XIX wieku miejscowość należała administracyjnie do powiatu pleszewskiego. W latach 1975–1998 do województwa kaliskiego, od 1999 do powiatu ostrowskiego.

## Historia
Znany od 1411 roku jako własność rycerska. W drugiej połowie XVI wieku należał do Pawłowskich. Miejscowość była folwarkiem sąsiedniego Pawłowa. Według Słownika geograficznego Królestwa Polskiego z 1886 w Pawłówku mieszkało 106 mieszkańców.